# 顺溪镇
顺溪镇是中华人民共和国浙江省温州市平阳县下辖的一个镇。

## 行政区划
顺溪镇下辖以下村级行政区划单位：
顺溪村、下顺溪村、溪北村、溪南村、白云村、下东村、山头庵村、鹿岩村、田里村、富溪村、余思坑村、进士村、朱垟村、杨光村、岭降村、余山村、岭后村、戈场村、南田村、吴垟村、中柱村和望眉村。